# ÖBB 1116
De ÖBB Rh 1116, met als officiële bijnaam Taurus II, is een universele meerspanningslocomotief van de Österreichische Bundesbahnen (ÖBB), type ES 64 U2 gebouwd door Siemens.

## Geschiedenis
In de 1996 gaf een projectgroep van de Österreichische Bundesbahnen opdracht aan de industrie voor het uitbrengen van een offerte voor de ontwikkeling nieuwe locomotieven ter vervanging van oudere locomotieven van de ÖBB serie 1110, de ÖBB serie 1010 en de ÖBB serie 1040.
In 1998 viel de keuze op de offerte van Siemens dat een prototype voorstelde op basis van de DB serie 152, gebouwd door Krauss-Maffei in München-Allach. Uit dit prototype ontstond een groot aantal varianten. Deze locomotieven zijn ontwikkeld uit locomotieven van de ÖBB serie 1016.
De techniek uit de locomotieven van de ÖBB serie 1822 stond model voor deze locomotieven.

## Constructie en techniek
De locomotief heeft een stalen frame. De tractieïnstallatie is uitgerust met een draaistroom en heeft driefasige asynchrone motor in de draaistellen. Iedere motor drijft een as aan.

### Nummers
De locomotieven zijn als volgt genummerd:
| Lijst van de ES 64 U2 / Baureihe 1116 |          |                                                 |             |
| Nummer                                | Eigenaar | UIC nummer                                      | Opmerkingen |
| 1116 001-9 1116 282-3                 | ÖBB      | 91 81 11 16 001-9 91 81 11 16 282-3             |             |
| 1116 911-7 1116 912-5                 | MWB      | 91 80 61 82 911-8 D-MWB 91 80 61 82 912-6 D-MWB |             |

## Treindiensten
De locomotieven worden door de Österreichische Bundesbahnen (ÖBB) ingezet in het personenvervoer en het goederenvervoer in onder meer Oostenrijk en Duitsland.